# Hodobana
Hodobana falu Romániában, Erdélyben, Fehér megyében.

## Fekvése
Lepus közelében fekvő település.

## Története
Hodobana korábban Lepus része volt. 1956 körül vált külön 98 lakossal.
1966-ban 96, 1977-ben 75, 1992-ben 69, 2002-ben pedig 55 román lakosa volt.